# Tella (Mali)
Pour les articles homonymes, voir Tella.
Tella est une commune du Mali, dans le cercle et la région de Sikasso.